# World Cup (песня)
«World Cup» (МФА: [ˌwər(ə)ld ˈkəp]; рус. «Кубок мира») — песня американского ютубера и стримера IShowSpeed. Она была выпущена 4 ноября 2022 года на лейбле Warner Records в честь чемпионат мира по футболу 2022 года. Песня стала вирусной, а клип на YouTube набрал более 167 миллионов просмотров по состоянию на февраль 2025 года и занял 11-е место в списке 100 лучших музыкальных клипов в США по версии YouTube Music Global Charts по состоянию на 1 января 2023 года.

## Предыстория
IShowSpeed начал смотреть футбол после того, как один из фанатов, сделавших пожертвование Speed, спросил, кто его любимый футболист, на что он ответил: «Кристо Роналду, чувак!». Speed начал играть в FIFA во время прямых трансляций и постепенно стал его главной персоной, что привело к его приглашению на благотворительный матч «Sidemen 2022». Speed выпустили песню «Ronaldo (Sewey)» перед чемпионатом мира по футболу 2022 года в качестве мема с использованием знаменитой фразы Роналду «Siuuu». 4 ноября Speed выпустили песню «World Cup» в честь того же турнира.

## Популярность
Видеоклип на песню за первые 18 часов набрал 3,9 миллионов просмотров, а за шесть дней набрал более 12 миллионов просмотров. Учитывая количество просмотров, песня была принята довольно хорошо, но в интернете также есть петиция с просьбой сделать её официальной песней турнира.
Музыкальное видео превзошло по популярности один из официальных гимнов чемпионата мира по футболу от пивного бренда Budweiser и хип-хоп-исполнителя Lil Baby «The World is Yours to Take».

## Наследие
По состоянию на январь 2024 года песня была использована в TikTok, YouTube Shorts и Instagram Reels в общей сложности миллион раз. Песня звучала на Royal Rumble (2025), когда IShowSpeed участвовал в мужском матче Royal Rumble.

## Участники записи
- IShowSpeed — продюсирование, написание песен, вокал
- WageeBeats — продюсирование, написание песен
- Джо Грассо — продюсирование